# Pelomeduza madagaskarska
Pelomeduza madagaskarska (Pelusios subniger) – gatunek żółwia z rodziny pelomeduzowatych (Pelomedusidae) charakterystyczny dla wschodniej i południowo-wschodniej Afryki. Gatunek obejmuje dwa podgatunki: Pelusios subniger subniger Bonnaterre, 1789, Pelusios subniger parietalis Bour, 1983.

## Opis
Pelomeduza madagaskarska to niewielki żółw, którego karapaks osiąga długość do 20 cm. Posiada cechy, które są charakterystyczne dla rodziny Pelomedusidae, co oznacza, że ma gładki karapaks, który jest spłaszczony w kształcie owalnym, za to brak w nim tarczy nuchalnej (szyjnej), w czaszce nie ma kości nosowych, a na tylnych stopach obecne jest 5 pazurów. U P. subniger między płytami mezoplastralnymi występuje zawias, co odróżnia go od reszty przedstawicieli tej rodziny. Przedni płat plastralny jest szerszy niż płat zadni, a także nieznacznie dłuższy od wewnątrzbrzusznego spoidła. Masa jego ciała wynosi ok. 0,8 kg. Głowa jest duża, niekiedy pokryta czarnymi plamkami, a na podbródku występuje para wyrostków.

## Występowanie
Zasięg występowania tego gatunku obejmuje: Botswanę, Burundi, Demokratyczną Republikę Konga, Madagaskar, Malawi, Mozambik, Republikę Środkowoafrykańską, RPA, Rwandę, Seszele, Tanzanię, Zambię oraz Zimbabwe.

## Ekologia

### Środowisko
Zamieszkują prawie wszystkie środowiska słodkowodne, od stałych jezior i rzek po potoki, mokradła, bagna, a nawet okresowe zbiorniki. Są raczej zwierzętami nocnymi, jednak często się je spotyka, kiedy wygrzewają się na brzegu wód i migrujące pomiędzy zbiornikami. Są także bardziej aktywne w dzień podczas pory deszczowej. Znane są również z możliwości zagrzebywania się w ziemi do powrotu korzystnych warunków.

### Dieta
Głównie mięsożerne (zjadają pierścienice, ślimaki, insekty, skorupiaki, ryby, płazy). Okazjonalnie mogą spożywać rośliny wodne jak i owoce, co czyni je wszystkożernymi.

### Rozród
O rozrodzie tego gatunku niewiele wiadomo. Część źródeł podaje w danych, że samica składa ok. 8 jaj późnym latem, a młode wylęgają się po 15 tygodniach. Inne podają, że jaja są składane w okolicach lutego lub marca u osobników zniewolonych, ilość jaj waha się od 8 do 12, są eliptyczne i skórzaste, ich średnia wielkość do 36 mm długości i 21 mm szerokości. Inkubacja jaj w laboratorium w temperaturze 30 °C trwała 58 dni.